# Gonçalo Cardoso
Gonçalo Bento Soares Cardoso (Marco de Canaveses, Oporto, Portugal, 21 de octubre de 2000) es un futbolista portugués que juega de defensa en el F. C. Paços de Ferreira de la Segunda División de Portugal.

## Trayectoria
El 7 de octubre de 2018 hizo su debut profesional en el Boavista F. C. contra el Desportivo das Aves por la Primeira Liga 2018-19. Sus actuaciones en su primera campaña en el Boavista llamó la atención de grandes clubes europeos como el Inter, Lazio y Watford.
En agosto de 2019 fichó por el West Ham United por cinco años. Desde su llegada al conjunto londinense jugó con el equipo reserva y en enero de 2021 fue cedido al F. C. Basilea por 18 meses. Cumplió doce de ellos, ya que el 20 de enero de 2022 llegó al Real Betis Balompié para jugar en calidad de cedido en su filial. Tras este último préstamo volvió a Portugal, siendo traspasado en septiembre al C. S. Marítimo. Dejó el equipo tras una única temporada y a finales de septiembre de 2023 fichó por el Lokomotiv Sofía con un contrato por dos años. Tras el primero de ellos, en el que marcó un gol en los 18 partidos jugados, regresó otra vez a Portugal al fichar por el F. C. Paços de Ferreira.

## Selección nacional
Representó a Portugal en la categoría sub-19. Jugó la Eurocopa sub-19 de 2019, donde logró llegar a la final, aunque perdieron ante España por 2-0.

## Clubes
| Club                              | País       | Año       |
| --------------------------------- | ---------- | --------- |
| Boavista F. C.                    | Portugal   | 2018-2019 |
| West Ham United F. C.             | Inglaterra | 2019-2022 |
| F. C. Basilea (cedido)            | Suiza      | 2021-2022 |
| Betis Deportivo Balompié (cedido) | España     | 2022      |
| C. S. Marítimo                    | Portugal   | 2022-2023 |
| Lokomotiv Sofía                   | Bulgaria   | 2023-2024 |
| F. C. Paços de Ferreira           | Portugal   | 2024-     |